# デシュクィー (キーウ州)
デシュクィー（ウクライナ語：Дешки́；意訳：「デシュコーの町」）は、ウクライナのキーウ州オブーヒウ地区にある村。ローシ川河岸に位置する。面積は約1.1km²（2005年）。人口は191人（2005年）。